# 平面應力
在连续介质力学中，如果一种材料的应力矢量在某一特定平面上为零，则这种材料視为处于平面应力（Plane Stress）状态。当这种情况发生在整个结构上时，例如薄板的情况，因为应力状态可以用维数为2的张量来表示（可以用2×2矩阵而不是3×3来表示），应力分析因此被简化。另有与之相关的一个概念：平面应变，通常适用于较厚的结构部件。  
平面应力的情况通常发生在薄的平板上，这些平板只受平行于它们的荷载力的作用。在某些情况下，为了应力分析的目的，也可以假定一个弯曲幅度较小的薄板具有平面应力。例如，在受到流体压力下的的薄壁圆柱体就是这种情况。在这种情况下，垂直于侧壁的应力成分与平行于侧壁的应力成分相比可以忽略不计。   
在其他情况下，薄板的弯曲应力不能被忽略。人们仍然可以通过使用二维平面来简化分析，但每一点的平面应力的张量必须用弯曲项来补充。

## 数学定义
在数学上，如果三个主应力 （ 柯西应力张量的特征张量 ）之一为零，则材料中某个点的应力为平面应力。 也就是说，在笛卡尔坐标系中的应力张量具有以下形式：{\displaystyle \sigma ={\begin{bmatrix}\sigma _{11}&0&0\\0&\sigma _{22}&0\\0&0&0\end{bmatrix}}\equiv {\begin{bmatrix}\sigma _{x}&0&0\\0&\sigma _{y}&0\\0&0&0\end{bmatrix}}}
例如，考虑一个长方形的块状材料，沿着它的{\displaystyle x} ， {\displaystyle y}和{\displaystyle z} 方向上的长度分别为 10、40和5 厘米 ，通过在相应的面上施加均匀分布的分别具有大小为10 N和20 N的成对的相反力，使其在{\displaystyle x}方向被拉伸在{\displaystyle y}方向上被压缩。 块内的应力张量为 ：
{\displaystyle \sigma ={\begin{bmatrix}500\mathrm {Pa} &0&0\\0&-4000\mathrm {Pa} &0\\0&0&0\end{bmatrix}}}
更一般地，如果任意选择前两个坐标轴，但垂直方向的应力为零，则应力张量的形式为：
{\displaystyle \sigma ={\begin{bmatrix}\sigma _{11}&\sigma _{12}&0\\\sigma _{21}&\sigma _{22}&0\\0&0&0\end{bmatrix}}\equiv {\begin{bmatrix}\sigma _{x}&\tau _{xy}&0\\\tau _{yx}&\sigma _{y}&0\\0&0&0\end{bmatrix}}}
因此可以用2×2矩阵来表示：
{\displaystyle \sigma _{ij}={\begin{bmatrix}\sigma _{11}&\sigma _{12}\\\sigma _{21}&\sigma _{22}\end{bmatrix}}\equiv {\begin{bmatrix}\sigma _{x}&\tau _{xy}\\\tau _{yx}&\sigma _{y}\end{bmatrix}}}

## 本构方程
See Hooke's law#Plane_stress